# دليل أسلوب شيكاغو
دليل نمط شيكاغو (بالإنجليزية: The Chicago Manual of Style)‏ هو دليل للإنجليزية الأمريكية قامت بنشره جامعة شيكاغو، التي ظلت تنشره منذ عام 1906 عن طريق مطبعة الجامعة. وقد وصفت طبعاتها السبعة عشر أساليب الكتابة والاستشهاد المستخدمة على نطاق واسع في النشر. وهو يتناول جوانب الممارسة التحريرية، من قواعد اللغة الإنجليزية الأمريكية واستخدامها لإعداد الوثائق. الكتاب متوفر على الإنترنت مقابل الاشتراك على www.chicagomanualofstyle.org.

## وصلات خارجية
- الموقع الرسمي